# Torta Bertolina

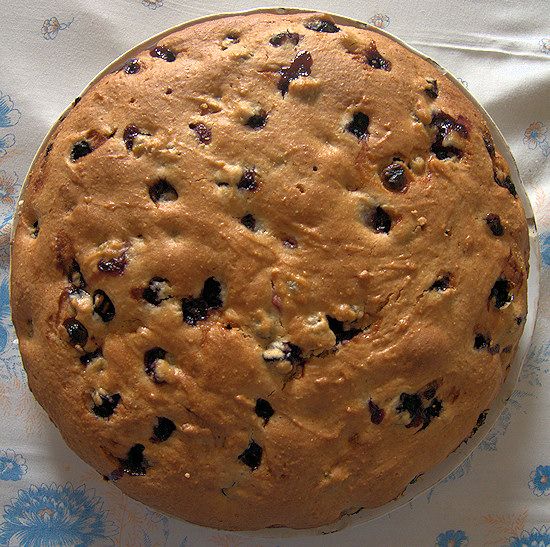
Torta Bertolina.

Torta Bertolina eller bara Bertolina är en italiensk kaka eller tårta från Crema i provinsen Cremona och regionen Lombardiet i Italien.
Kakan är en brun, rund, mjuk kaka och bakas typiskt på hösten. Kakan bakas med små druvor av den smakrika amerikanska druvsorten Concord som även kallas Uva fragola (svenska jordgubbsdruva) och är en korsning med bland annat Lambrusco-druvan. Druvorna spricker vid bakningen och bildar små kratrar i skorpan på ovansidan. Kakan pudras även ofta med florsocker.
Sedan 1973 hålls varje år i september en Bertolina-festival i Crema.
Ursprunget till tårtan är oklart, men troligen har den skapats efter år 1800, då Concord-druvan kom till Italien. Det finns en berättelse om att det var far och son, bönder i trakten, som hette Bertoldo och Bertoldino som fick ge namn åt kakan. En annan historia berättar om två ogifta systrar i Trescore Cremasco som kallades "Benedète", som för att försörja sig öppnade en bageributik och bakade en Bertolina som blev mycket populär. De avslöjade aldrig receptet och kunde försörja sig i många år.